# Клейтон (Північна Кароліна)
Клейтон (англ. Clayton) — місто (англ. town) в США, в округах Джонстон і Вейк штату Північна Кароліна. Населення — 26 307 осіб (2020).

## Географія
Клейтон розташований за координатами 35°39′58″ пн. ш. 78°26′40″ зх. д. / 35.66611° пн. ш. 78.44444° зх. д. (35.666192, -78.444539).  За даними Бюро перепису населення США в 2010 році місто мало площу 35,05 км², з яких 34,99 км² — суходіл та 0,06 км² — водойми. В 2017 році площа становила 38,44 км², з яких 38,38 км² — суходіл та 0,06 км² — водойми.

## Демографія
Згідно з переписом 2010 року, у місті мешкало 16 116 осіб у 6050 домогосподарствах у складі 4235 родин. Густота населення становила 460 осіб/км².  Було 6648 помешкань (190/км²).
Расовий склад населення:
| - 69,5 % — білих - 21,8 % — чорних або афроамериканців - 1,4 % — азіатів - 0,4 % — корінних американців - 4,9 % — осіб інших рас |

До двох чи більше рас належало 2,1 %. Частка іспаномовних становила 10,7 % від усіх жителів.
За віковим діапазоном населення розподілялося таким чином: 30,9 % — особи молодші 18 років, 60,6 % — особи у віці 18—64 років, 8,5 % — особи у віці 65 років та старші. Медіана віку мешканця становила 33,4 року. На 100 осіб жіночої статі у місті припадало 90,6 чоловіків;  на 100 жінок у віці від 18 років та старших — 84,1 чоловіків також старших 18 років.
Середній дохід на одне домашнє господарство  становив 75 470 доларів США (медіана — 58 837), а середній дохід на одну сім'ю — 88 260 доларів (медіана — 75 060). Медіана доходів становила 50 309 доларів для чоловіків та 44 172 долари для жінок. За межею бідності перебувало 7,4 % осіб, у тому числі 4,2 % дітей у віці до 18 років та 16,2 % осіб у віці 65 років та старших.
Цивільне працевлаштоване населення становило 8566 осіб. Основні галузі зайнятості: освіта, охорона здоров'я та соціальна допомога — 25,6 %, роздрібна торгівля — 11,2 %, виробництво — 10,4 %, будівництво — 10,1 %.